# 라오토우고우진

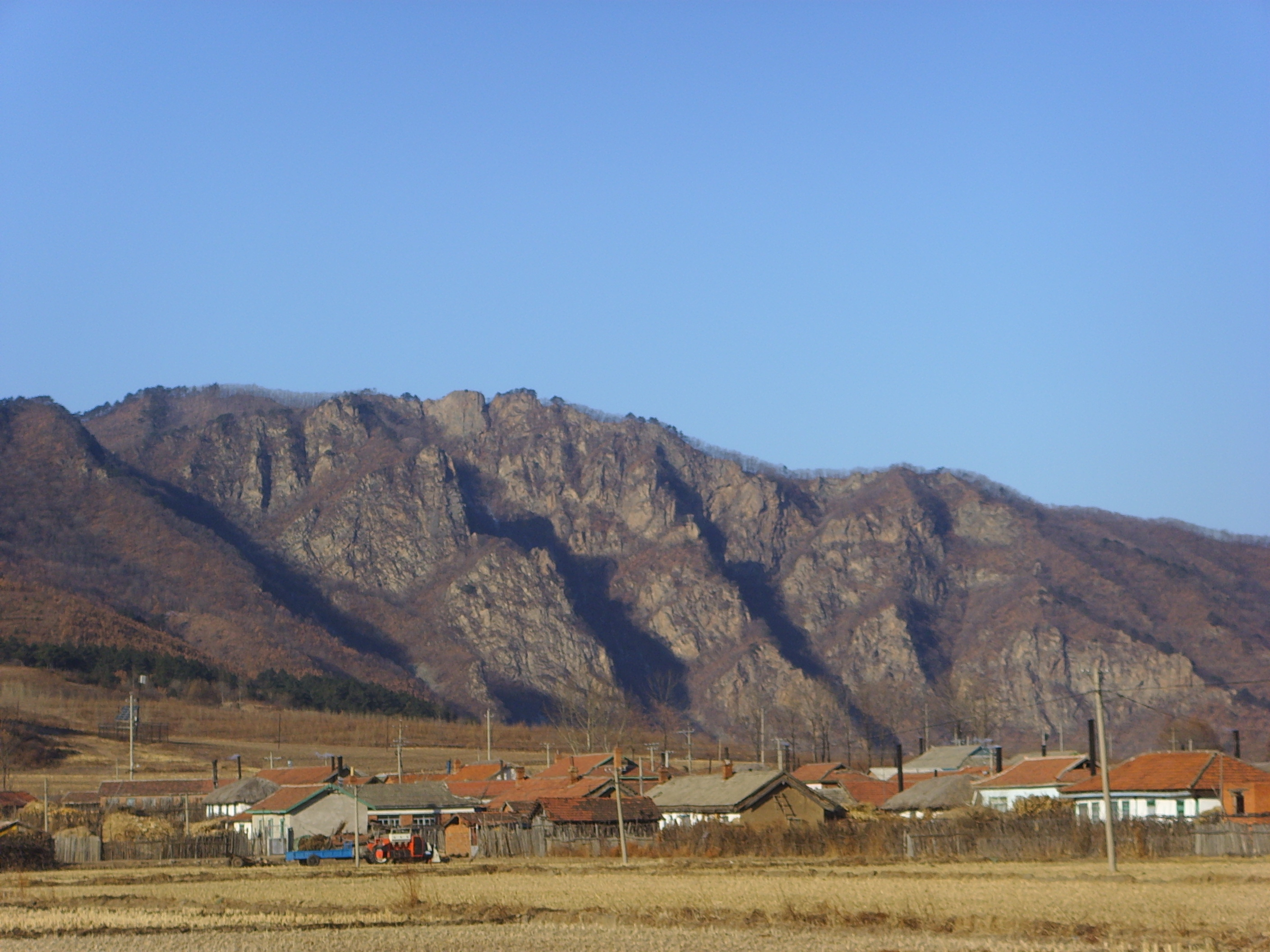

라오터우고우 진(중국어 간체자: 老头沟镇, 병음: Lǎotóu gōu zhèn, 중국조선어: 로투구진)은 중화인민공화국 지린성 옌볜 조선족 자치주 룽징시 산하의 향진급 행정구역이다.

## 하위 행정구역
4개의 사구와 22개의 촌을 관할하고 있다.
天宝社区, 烽火社区, 元宝社区, 铜佛社区, 宝兴村, 太阳村, 桃源村, 龙水村, 大箕村, 廉明村, 官船村, 新成村, 奋斗村, 老西村, 勇进村, 大马村, 鹰岩村, 铜佛村, 铜心村, 铜尚村, 铜西村, 永胜村, 泗水村, 文化村, 细鳞村, 水北村